# Ilotes
Ilotes es un género de foraminífero bentónico considerado un sinónimo posterior de Archaias de la subfamilia Archaiasinae, de la familia Soritidae, de la superfamilia Soritoidea, del suborden Miliolina y del orden Miliolida. Su especie tipo era Ilotes rotalitatus. Su rango cronoestratigráfico abarcaba el Holoceno.

## Clasificación
Ilotes incluye a la siguiente especie:
- Ilotes rotalitatus